# Voetbalkampioenschap van Mulde 1926/27
In 1926/27 werd het vierde voetbalkampioenschap van Mulde gespeeld, dat georganiseerd werd door de Midden-Duitse voetbalbond. 
VfL Bitterfeld werd kampioen en plaatste zich voor de Midden-Duitse eindronde. De club versloeg SV Vorwärts Falkenberg en Riesaer SV 03 en verloor dan van Dresdner SC.

## Gauliga
| Plaats | Club                        | Wed. | W  | G | V  | Saldo | Ptn.  |
| ------ | --------------------------- | ---- | -- | - | -- | ----- | ----- |
| 1.     | VfL 1911 Bitterfeld         | 18   | 14 | 3 | 1  | 74:18 | 31:5  |
| 2.     | VfB Preußen Greppin 1911    | 18   | 14 | 1 | 3  | 85:31 | 29:7  |
| 3.     | VfL 1915 Wolfen             | 18   | 10 | 3 | 5  | 55:40 | 23:13 |
| 4.     | VfR Piesteritz              | 18   | 8  | 3 | 7  | 39:42 | 19:17 |
| 5.     | BC Union 1911 Sandersdorf   | 18   | 6  | 4 | 8  | 40:52 | 16:20 |
| 6.     | Holzweißiger SV             | 18   | 6  | 2 | 10 | 43:42 | 14:22 |
| 7.     | FC Viktoria 1907 Wittenberg | 18   | 5  | 3 | 10 | 33:64 | 13:23 |
| 8.     | VfB Zscherndorf             | 18   | 5  | 3 | 10 | 23:45 | 13:23 |
| 9.     | SpVgg 1907 Wittenberg       | 18   | 5  | 2 | 11 | 35:71 | 12:24 |
| 10.    | TV Friesen 1908 Bitterfeld  | 18   | 3  | 4 | 11 | 27:49 | 10:26 |

|  | Kampioen, geplaatst voor Midden-Duitse eindronde |